# Срета Савић
Срета Савић Коља (Сремска Каменица, 23. септембар 1913 — Београд, 7. септембар 1990) био је учесник Народноослободилачке борбе, генерал-потпуковник ЈНА и публициста.

## Биографија
Рођен је 23. септембра 1913. године у Сремској Каменици, где је завршио основну школу. Потом је у Новом Саду завршио Средњу-техничку школу.
Након окупације Југославије, 1941. прикључио се Народноослободилачком покрету (НОП) и новембра 1941. постао члан Комунистичке партије Југославије (КПЈ). Марта 1942. ступио је у Фрушкогорски партизански одред, а од септембра исте године био је заменик команданта Трећег сремског партизанског одреда, са којим је прешао у источну Босну. На овој дужности остао је све до марта 1943. када се вратио у Срем и преузео дужност команданта Сремског партизанског одреда. Када је јуна 1943. овај одред прерастао у Трећу војвођанску бригаду, Савић је постао заменик команданта Оперативног штаба НОВ и ПО Војводине. Заједно са Аћимом Груловићем и Слободаном Бајићем 1. јула 1943. реферисао је Врховном штабу НОВ и ПОЈ о ослободилачкој борби у Војводини, након чега је Оперативни штаб преименован у Главни штаб НОВ и ПО Војводине.
Дужност заменика команданта Главног штаба Војводине обаваљо је до новембра 1944. када је именован на дужност команданта 51. војвођанске дивизије. Са овом дивизијом учествовао је у борбама у Батинској бици, Вировитичком мостобрану и завршним операцијама за ослобођење Југославије.
Након ослобођења Југославије, наставио је војну каријеру у Југословенској народној армији (ЈНА). Налазио се на дужностима команданта дивизије, помоћника команданта армије, начелника Штаба корпуса, начелника Војно-политичке школе и др. Завршио је Вишу војну академију ЈНА и Курс оператике ЈНА. Пензионисан је 1971. у чину генерал-потпуковника ЈНА. Од децембра 1980. до децембра 1981. године обављао је дужност председника Председништва Покрајинског одбора Савеза удружења Народноослободилачког рата (СУБНОР) Војводине.
Умро је 7. септембра 1990. у Београду. Сахрањен је на Новом гробљу у Београду.
Носилац је Партизанске споменице 1941. и других југословенских одликовања, међу којима су — Орден ратне заставе, Орден Републике првог реда, Орден заслуга за народ првог реда, Орден братства и јединства првог реда, Орден народне армије првог реда, Орден партизанске звезде другог реда и др.

## Публицистички рад
Бавио се публицистичим радом и објавио више књига на тему Народноослободилачког рата у Војводини:
- Срем у Народноослободилачкој борби, Београд 1963.
- Борбе у Срему 1941—1944, Нови Сад 1967.
- 51. војвођанска дивизија, Београд 1974.
- Прва војвођанска бригада (коаутор са Ђорђем Васићем), Нови Сад 1979.
- Народноослободилачки рат и револуција у Војводини (коаутор са Војиславом Милином), Нови Сад 1981.
- Трећа армија (коаутор са Жарком Атанацковићем), Нови Сад 1981.
- Неугасиви пламен, Нови Сад 1987.